# Patinação artística na Universíada de Inverno de 2007 - Dança no gelo
A competição de dança no gelo da patinação artística na Universíada de Inverno de 2007 foi realizada no Palavela, em Turim, Itália. A dança compulsória foi disputada no dia 17 de janeiro, a dança original no dia 18 de janeiro e a dança livre no dia 19 de janeiro de 2007.

## Medalhistas
| Ouro   | ITA Anna Cappellini / Luca Lanotte          |
| Prata  | RUS Anastasia Platonova / Andrei Maximishin |
| Bronze | FRA Pernelle Carron / Mathieu Jost          |

## Resultados

### Geral
| Pos.              | Nome                                    | Nacionalidade | Pontos | DC         | DO         | DL         |
| ----------------- | --------------------------------------- | ------------- | ------ | ---------- | ---------- | ---------- |
| Medalha de ouro   | Anna Cappellini / Luca Lanotte          | Itália        | 165.24 | 30.57 (1)  | 50.74 (1)  | 83.93 (1)  |
| Medalha de prata  | Anastasia Platonova / Andrei Maximishin | Rússia        | 161.62 | 30.21 (2)  | 49.69 (3)  | 81.72 (3)  |
| Medalha de bronze | Pernelle Carron / Mathieu Jost          | França        | 160.54 | 27.31 (3)  | 49.92 (2)  | 83.31 (2)  |
| 4                 | Olga Gmizina / Ivan Lobanov             | Rússia        | 143.26 | 26.25 (5)  | 43.17 (4)  | 73.84 (4)  |
| 5                 | Huang Xintong / Zheng Xun               | China         | 140.58 | 26.39 (4)  | 42.77 (6)  | 71.42 (5)  |
| 6                 | Yu Xiaoyang / Wang Chen                 | China         | 139.49 | 25.07 (7)  | 43.16 (5)  | 71.26 (6)  |
| 7                 | Olga Oksenich / Oleg Tazetdinov         | Ucrânia       | 132.88 | 25.57 (6)  | 41.89 (7)  | 65.42 (9)  |
| 8                 | Anastasia Jakovleva / Ivan Manvelov     | Rússia        | 132.15 | 23.04 (9)  | 40.44 (9)  | 68.67 (7)  |
| 9                 | Nadezhda Frolenkova / Mikhail Kasalo    | Ucrânia       | 130.13 | 22.93 (10) | 40.57 (8)  | 66.63 (8)  |
| 10                | Alina Saprikina / Pavel Khimich         | Ucrânia       | 126.93 | 24.05 (8)  | 39.62 (10) | 63.26 (10) |
| 11                | Minami Sakacho / Tatsuya Sakacho        | Japão         | 113.57 | 21.09 (12) | 34.60 (11) | 57.88 (11) |
| 12                | Evgenia Melnik / Oleg Krupen            | Bielorrússia  | 106.62 | 16.14 (13) | 34.02 (13) | 56.46 (12) |
| 13                | Judith Haunstetter / Arne Hönlein       | Alemanha      | 105.00 | 21.69 (11) | 34.16 (12) | 49.15 (13) |

Legenda
| Recorde mundial      | Recorde mundial (World record)               |                       | Recorde africano                      | Recorde africano (African) |                                           | Q | Classificado por posição (Qualified) |
| Recorde olímpico     | Recorde olímpico (Olympic record)            | Recorde da América    | Recorde da América (Americas)         | q                          | Classificado por melhor tempo (Qualified) |   |                                      |
| Melhor marca do ano  | Melhor marca do ano (World leading)          | Recorde asiático      | Recorde asiático (Asian)              | DNS                        | Não largou (Did not start)                |   |                                      |
| Recorde nacional     | Recorde nacional (National record)           | Recorde europeu       | Recorde europeu (European)            | DNF                        | Não terminou (Did not finish)             |   |                                      |
| Recorde pessoal      | Recorde pessoal do atleta (Personal best)    | Recorde da Oceania    | Recorde da Oceania (Oceania)          | DSQ / DQ                   | Desclassificado (Disqualified)            |   |                                      |
| Recorde da temporada | Recorde da temporada do atleta (Season best) | Recorde sul-americano | Recorde sul-americano (South America) | NM                         | Sem marca (No mark)                       |   |                                      |